# Where It's At
Where It's At è un brano musicale del musicista statunitense Beck, scritto e prodotto dallo stesso con i Dust Brothers.
La canzone è stata pubblicata come primo singolo estratto dall'album Odelay l'11 luglio 1996 nei formati 12" e quadruplo CD.
Il brano è stato scritto nel 1995 e suonato per la prima volta dal vivo in quell'anno durante il festival Lollapalooza.

## Premi
Beck per questa canzone si è aggiudica il Grammy Award nella categoria "Best Male Rock Vocal Performance".

## Video
Il video del brano è stato diretto da Steve Hanft ed interpretato da Beck.
Si è aggiudicato un riconoscimento agli MTV Video Music Award nella categoria "Best Male Video".

## Tracce
Stati Uniti(12")
1. Where It's At (Edit)
2. Make Out City
3. Where It's At (remix by Mario C and Mickey P)
4. Where It's At (remix by John King)
5. Bonus Beats

Regno Unito #1
1. Where It's At (Edit)
2. Where It's At (remix by Mario C and Mickey P)
3. Bonus Beats
4. Where It's At (remix by U.N.K.L.E.)

Regno Unito #2
1. Where It's At (Edit)
2. Where It's At (remix by Mario C and Mickey P)
3. Bonus Beats

Australia
1. Where It's At (Edit)
2. Where It's At (remix by Mario C and Mickey P)
3. Bonus Beats

Giappone
1. Where It's At (Edit)
2. Where It's At (remix by John King)
3. Lloyd Price Express (remix by John King)
4. Dark and Lovely (remix by the Dust Brothers)
5. American Wasteland
6. Clock